# Procopie din Sázava
Sfântul Procopie din Sázava (în latină Procopius Sazavensis, în cehă Prokop Sázavský; n. anii 970 d.Hr., Chotouň⁠(d), Boemia Centrală, Cehia – d. 25 martie 1053, Sázava, Boemia Centrală, Cehia) a fost un canonic și pustnic creștin ceh, care este venerat ca sfânt de Biserica Ortodoxă și de Biserica Romano-Catolică. A fost cofondatorul și primul stareț al Mănăstirii Sázava, care a devenit un centru al liturghiei slave. Procopie a fost canonizat în 1204.
Legenda Sfântului Procopie din secolul al XIV-lea este, alături de Viața Sfintei Ecaterina, una dintre cele mai faimoase legende în versuri din Boemia Veche. Este bazată pe Vita minor, de la mijlocul secolului al XII-lea, cea mai veche legendă a Sfântului Procopie care s-a păstrat. 
Conform legendei, într-o zi, localnicii l-au văzut pe Sfântul Procopie arând un câmp cu un diavol înhămat la un plug, pe care l-a izgonit cu o cruce. Așa a apărut vechea legenda cehă despre Brazda Diavolului (în cehă Čertova brázda). Brazda Diavolului nu mai este vizibilă în teren, iar interpretarea diferitelor relicve care au fost găsite de-a lungul presupusului său traseu a devenit subiect de dezbateri.

## Biografie
Nu se știe nimic mai sigur despre Sfântul Procopie decât că a decedat în 1053 și că a fost primul stareț al mănăstirii benedictine de pe râul Sázava, unde se țineau slujbe în limba slavă. Toate celelalte informații despre viața sa sunt opera hagiografiei monahale ulterioare din secolele XII-XIV, care a modificat și îmbunătățit treptat imaginea lui Procopie în funcție de propriile nevoi.
S-a născut în Chotoun, a devenit preot secular, dar, după distrugerea dinastiei Slavník de către dinastia Přemyslid a renunțat la această carieră, s-a retras în izolare și a devenit pustnic. Cu ajutorul ducelui Oldřich, în jurul schitului lui Procopie s-a ridicat treptat o așezare monahală, locuită de ucenici care doreau să trăiască exact ca el. Procopie a ajuns în cele din urmă primul stareț al mănăstirii, fiind ajutat enorm de succesorul lui Oldřich, Břetislav. Mănăstirea Sázava, care a adoptat regula monahală a Sfântului Benedict, a fost unul dintre ultimele locuri din Boemia unde se practica liturghia în limba slavă veche bisericească și unde se cultiva educația în această limbă, în general.
Se pare că la scurt timp după moartea sa, în a doua jumătate a secolului al XI-lea, a fost scrisă prima legendă slavă veche a lui Procopie.

## Canonizare
În 1204, Sfântul Procopie a devenit primul sfânt ceh canonizat oficial de papa Inocențiu al III-lea. Procopie este unul dintre sfinții patroni ai Republicii Cehe; în 1588, moaștele sale au fost transferate în Biserica Tuturor Sfinților din Cetatea din Praga. În acea perioadă, conform legendei Vita Minor, însuși Procopie l-a amenințat pe papă în vis că îl va bate dacă nu-i va arăta respectul cuvenit. Actul ceremonial propriu-zis al canonizării a avut loc la 4 iulie 1204 în Boemia. A fost condusă de legatul papal, cardinalul Guido, în numele lui Inocențiu.